# Super Bowl V
Super Bowl V je bio završna utakmica 51. po redu sezone nacionalne lige američkog nogometa. U njoj su se sastali pobjednici NFC konferencije Dallas Cowboysi i pobjednici AFC konferencije Baltimore Coltsi. Pobijedili su Coltsi rezultatom 16:13, te tako osvojili svoj četvrti naslov prvaka, drugi u eri Super Bowla. To je bio prvi Super Bowl nakon spajanja AFL i NFL lige, te je i službeno postao utakmica koja određuje prvaka NFL lige, a u kojoj se natječu pobjednici AFC i NFC konferencije.
Utakmica je odigrana na stadionu Orange Bowl u Miamiju, u Floridi, kojem je to bilo treće domaćinstvo utakmice Super Bowla.

## Tijek utakmice
| Četvrtina | Vrijeme | Momčad | Informacija o promjeni rezultata                                               | Rezultat | Rezultat |
| Četvrtina | Vrijeme | Momčad | Informacija o promjeni rezultata                                               | Cowboys  | Colts    |
| --------- | ------- | ------ | ------------------------------------------------------------------------------ | -------- | -------- |
| 1         | 5:32    | DAL    | field goal (Clark)                                                             | 3        | 0        |
| 2         | 14:52   | DAL    | field goal (Clark)                                                             | 6        | 0        |
| 2         | 14:10   | BAL    | touchdown dodavanjem (Unitas-Mackey), neuspješan pokušaj za dodatni poen       | 6        | 6        |
| 2         | 7:53    | DAL    | touchdown dodavanjem (Morton-Thomas), uspješan pokušaj za dodatni poen (Clark) | 13       | 6        |
| 4         | 7:35    | BAL    | touchdown probijanjem (Nowatzke), uspješan pokušaj za dodatni poen (O'Brien)   | 13       | 13       |
| 4         | 0:05    | BAL    | field goal (O'Brien)                                                           | 13       | 16       |

## Statistika utakmice

### Statistika po momčadima
| Statistika                                                      | Dallas Cowboys | Baltimore Colts |
| --------------------------------------------------------------- | -------------- | --------------- |
| Prvih pokušaja                                                  | 10             | 14              |
| Ukupno osvojenih jardi                                          | 215            | 329             |
| Broj napada probijanjem                                         | 31             | 31              |
| Ukupno jardi osvojenih probijanjem                              | 102            | 69              |
| Broj napada s kompletiranim dodavanjem/ukupno napada dodavanjem | 12/26          | 11/25           |
| Ukupno jardi osvojenih dodavanjem                               | 113            | 260             |
| Izgubljenih lopti                                               | 4              | 7               |
| Prekršaji (izgubljenih jardi)                                   | 10 (133)       | 4 (31)          |
| Vrijeme posjeda lopte (min:s)                                   | 31:23          | 28:37           |

### Statistika po igračima

#### Najviše jardi dodavanja
| Quarterback        | Dodavanja* | Yds** | TD*** | Int**** |
| ------------------ | ---------- | ----- | ----- | ------- |
| Craig Morton (DAL) | 12/26      | 127   | 1     | 3       |
| Earl Morrall (BAL) | 7/15       | 147   | 0     | 1       |

#### Najviše jardi probijanja
| Igrač               | Pokušaja* | Yds** | TD*** |
| ------------------- | --------- | ----- | ----- |
| Walt Garrison (DAL) | 12        | 65    | 0     |
| Tom Nowatzke (BAL)  | 10        | 33    | 1     |

#### Najviše uhvaćenih jardi dodavanja
| Igrač             | Dodavanja* | Yds** | TD*** |
| ----------------- | ---------- | ----- | ----- |
| Dan Reeves (DAL)  | 5/6        | 46    | 0     |
| John Mackey (BAL) | 2/2        | 80    | 1     |

Napomena: * - broj kompletiranih dodavanja/ukupno dodavanja, ** - ukupno jardi dodavanja, *** - broj touchdownova (polaganja), **** - broj izgubljenih lopti